# 斯蒂芬妮·雅各布森
斯蒂芬妮·查韦斯-雅格布森（英語：Stephanie Chaves-Jacobsen，1980年6月22日—），是一位澳大利亚女演员，于1980年出生于香港。

## 早期教育
雅格布森出生於香港。她十二歲時全家搬到了澳大利亞。雅格布森的父親是半個中國人，有四分之一英国和四分之一挪威血統，而她的母親主要是葡萄牙血統。
雅格布森就讀和毕业於悉尼大學，獲得英國文學和哲學雙專業文學學士學位。

## 事业
雅格布森的職業生涯開始於SBS喜劇系列《披萨》。後來，她出現在澳大利亞肥皂劇《家和远方》中，從2001年至2002年飾演夏洛特·亞當斯，在澳大利亞科幻小說系列《法斯卡佩》中飾演夏洛特·亞當斯，以及一些電視廣告。
2007年，雅格布森在《太空堡垒卡拉狄加：利刃》中飾演肯德拉·肖，這是一部重新構思的卡拉狄加戰星電視連續劇的季間電視片。她還在美國電視節目《火星上的生命》的原版飛行員中飾演山姆·泰勒未來的女友。
2008年，她在福克斯系列《終結者：莎拉康納紀事》中扮演傑西，剧中德里克裡斯的女朋友，同时也是一位抵抗战士。她還在《魔鬼之墓》中飾演耀西。
2009年4月，雅格布森在 CW 改编的《梅爾羅斯廣場》扮演醫科學生勞倫·荣的角色。
2010年，她在科幻電影《量子啟示錄》中出演。2011 年，她在喜剧《兩個半男人》中出演查理的前女友佩內洛普。
2012年，她出現在2012年的偵探驚悚片《亞歷克斯·克羅斯》（泰勒·佩里飾演），飾演美麗的女商人范耀李，她成為對手畢卡索（馬修·福克斯）的第一個受害者。這部影片以詹姆斯·派特森的小說《十字架》為藍本，是《亞歷克斯·克羅斯》系列電影的第三部，也是該系列電影的重啟。

## 影视作品
| 时间 | 电影名                 | 角色            | 备注         |
| ---- | ---------------------- | --------------- | ------------ |
| 2007 | 太空堡垒卡拉狄加：利刃 | Kendra Shaw     | 电视电影     |
| 2009 | The·Devil's Tomb       | Yoshi           | 直接发布视频 |
| 2010 | 量子启示录             | Lynne           | 电视电影     |
| 2011 | 三英寸                 | Watts           | 电视电影     |
| 2012 | 亚力克斯·克罗斯        | Fan Yau         | 电影         |
| 2014 | 秘密之家               | Alison          | 电视电影     |
| 2018 | 事业                   | Amelia Chambers | 电视电影     |

| 时间      | 剧名                 | 角色            | 备注                                           |
| --------- | -------------------- | --------------- | ---------------------------------------------- |
| 2000–2001 | 披萨                 | Selina          | 5 集                                           |
| 2001–2002 | 家和远方             | Charlotte Adams | 任角时间: 10 September 2001 – 3 September 2002 |
| 2001      | 法斯卡佩             | Nurse Froy      | 剧集: "孵化器"                                 |
| 2005–2006 | headLand             | Li-Liu Tan      | 10 集                                          |
| 2008–2009 | 终结者：莎拉康纳纪事 | Jesse Flores    | 10 集                                          |
| 2009–2010 | 梅尔罗斯广场         | Lauren Yung     | 主要演员之一；18 集                            |
| 2011      | 两个半男人           | Penelope        | 剧集: "爱 Peepholes 的人"                      |
| 2013      | 夏威夷5比0           | Amy Davidson    | 剧集: "Hana I WaʻIa"                           |
| 2014      | 复仇                 | Niko Takeda     | 4 集                                           |
| 2014      | 星辰交错             | Eva Benton      | 5 集                                           |
| 2014      | NCIS                 | Leia Pendergast | 1 集                                           |
| 2021      | 刀塔：神龙之血       | Drysi           | 配音员                                         |